# Lăpuș (rivière)
Pour les articles homonymes, voir Lăpuș.
Le Lăpuș est une rivière du nord de la Roumanie, sur le territoire du județ de Maramureș. Ayant une longueur de 119 km et une surface de réception de 1 875 km2, c'est l'affluent principal de la rive droite de la rivière Someș.

## Géographie
Le Lăpuș prend sa source dans les montagnes du Țibleș (Muntii Țibleșului) dans les Carpates orientales. Son bassin hydrographique définit, dans sa partie supérieure, les limites du « Pays de Lăpuș » (Țara Lăpușului), une unité ethnographique voisine et apparentée au Maramureș historique.
Son cours passe par la petite ville de Târgu Lăpuș et par les villages de Băiuț, Lăpuș, Rogoz, Răzoare, Aspra, Remetea Chioarului, Săcălășeni. Il forme des gorges en aval du village de Răzoare.